# Шкіряна Панчоха (фільм, 1909)
«Шкіряна Панчоха» (англ. Leather Stocking) — німий чорно-білий фільм 1909 року режисера Девіда Ворка Гріффіта за романом Джеймса Фенімора Купера «Останній з могікан».

## У головних ролях
- Джордж Ніколс — полковник
- Маріон Леонард — одна з племінниць полковника
- Лінда Арвідсон — одна з племінниць полковника
- Мак Сеннет — Великий Змій
- Овен Мур — Шкіряна Панчоха